# 砚池河乡
砚池河乡是中国陕西省商洛市商州区下辖的一个乡。

## 行政区划
砚池河乡下辖以下行政区：
砚池河村、牛槽村、海棠岔村、联明村、东联村、西秦村、西联村、向阳村